# Clubiona inaensis
Clubiona inaensis este o specie de păianjeni din genul Clubiona, familia Clubionidae, descrisă de Hayashi, 1989. Conform Catalogue of Life specia Clubiona inaensis nu are subspecii cunoscute.